# Potentilla subcoriacea
Potentilla subcoriacea är en rosväxtart som beskrevs av Per Axel Rydberg. Potentilla subcoriacea ingår i Fingerörtssläktet som ingår i familjen rosväxter. Inga underarter finns listade i Catalogue of Life.